# Đặng Thị Ngọc Thịnh

Đặng Thị Ngọc Thịnh (Quảng Nam, 25 december 1959) is een Vietnamees politicus. Van 8 april 2016 tot 6 april 2021 was zij vicepresident van Vietnam. In 2018 diende ze als waarnemend president van Vietnam.